# Sarah Wescot-Williams
Sarah Wescot-Williams (Sint-Maarten , 8 april 1956) is Sint Maartens politicus en statenlid. Van 7 mei 2018 tot 25 september 2019 was zij voorzitter van de Staten van Sint Maarten. Daarvoor was zij de leider van de Democratische Partij (Democratic Party) van Sint Maarten en de eerste minister-president van Sint Maarten.
Loopbaan
Ook al had haar partij maar twee zetels behaald bij de verkiezingen van 17 september 2010 is ze tijdens de coalitiegesprekken tussen haar partij en de Verenigde Volkspartij (United People Party) toch verrassend aangeduid als eerste minister-president van Sint Maarten. Dat kwam doordat haar grote coalitiepartner Theo Heyliger van de UPP niet door een integriteitsonderzoek was gekomen.
Op 21 mei 2012 trad Wescot-Williams aan met een coalitie tussen de Democratische Partij en de Nationale Alliantie. Dit kabinet viel op 5 mei 2013, nadat de twee parlementsleden van de Democratische Partij hun steun aan het kabinet terugtrokken. Op 14 juni 2013 ging het derde kabinet-Wescot-Williams van start. Het zijn met name de drie onafhankelijke Statenleden die door het wisselen van kamp zorgen voor de snelle opeenvolging van regeringen.
In december 2014 werd ze na drie kabinetten opgevolgd door Marcel Gumbs.
In december 2017 - januari 2018 formeerde Williams het interim-kabinet onder leiding van Leona Marlin-Romeo. Tijdens de formatie werd bekend, dat haar Democratische Partij zou samengaan met de United People's Party van Theo Heyliger. De zo ontstane United Democrats (Verenigde Democraten) behaalde bij de verkiezingen van 26 februari 2018 een nipte overwinning, waarna Williams voorzitter werd van de nieuwgekozen Staten. Op 22 september 2019 diende zij naar aanleiding van de val van het tweede kabinet Marlin-Romeo haar ontslag als statenvoorzitter in.

## Lijst van kabinetten
- Kabinet-Wescot-Williams (10 oktober 2010 – 21 mei 2012)
- Kabinet-Wescot-Williams II (21 mei 2012 – 14 juni 2013)
- Kabinet-Wescot-Williams III (14 juni 2013 – 19 december 2014)